# Hundskusu
Der Hundskusu (Trichosurus caninus) ist ein australisches Beuteltier, das in den Bergen und Küstenebenen des östlichen Australien sowie auf K’gari vorkommt. Das Verbreitungsgebiet reicht vom südöstlichen Queensland bis südlich von Sydney in New South Wales. Südlich davon schließt sich das Verbreitungsgebiet des sehr ähnlichen und nah verwandten Cunningham-Kusus (Trichosurus cunninghami) an, dessen Population früher der des Hundskusus zugerechnet wurde, der seit 2002 aber als eigenständige Art gilt.

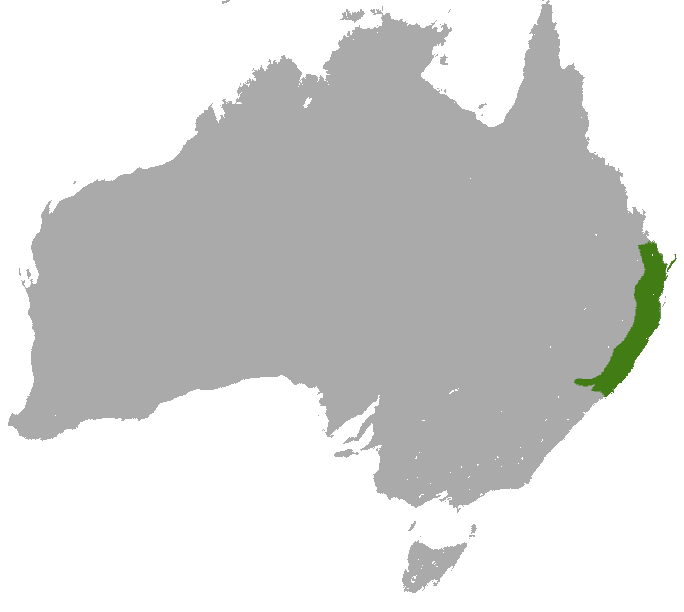
Das Verbreitungsgebiet des Hundkusus im östlichen Australien

## Merkmale
Hundskusus erreichen eine Kopfrumpflänge von 40 bis 55 cm, haben einen 34 bis 42 cm langen Schwanz und erreichen ein Gewicht von 2,5 bis 4,5 kg. Im Unterschied zum Fuchskusu zeigen sie keinen ausgeprägten Geschlechtsdimorphismus. Das Fell des Hundskusus ist in den meisten Fällen dunkelgrau, eine schwärzliche Morphe ist aber recht häufig. Der buschige Schwanz ist schwarz. Die Ohren sind abgerundet und kleiner als die spitzen Ohren des Fuchskusus. Vom Cunningham-Kusu kann der Hundskusu durch seine kleineren Ohren, kleinere Hinterfüße und einen längeren Schwanz unterschieden werden.

## Lebensraum und Lebensweise
Der Hundskusu kommt in subtropischen Regenwäldern und feuchten immergrünen Wäldern vor und bevorzugt dabei Gebiete mit vielen Baumhöhlen. Die Tiere sind nachtaktiv und verbringen den Tag in Baumhöhlen, auf Astgabeln oder inmitten von Epiphyten. Hundskusu ernähren sich vor allem von Blättern, wobei die der Silber-Akazie (Acacia dealbata) etwa 30 bis 50 % ihrer Nahrung ausmachen. Außerdem werden Knospen, Blüten, Pilze, Flechten und manchmal auch Borke verzehrt. Auch Blätter und Blüten von Misteln gehören zu ihrer Nahrung. Zur Nahrungssuche gehen Hundskusus auch auf den Erdboden und manchmal verbringen sie dort mehr als 50 % ihrer aktiven Zeit. Sie entfernen sich allerdings nicht mehr als 10 Meter vom Waldrand. Das von einem Individuum genutzte Territorium ist für gewöhnlich 5 bis 7 Hektar groß und die Individuendichte wird mit einem Exemplar auf 3 Hektar angegeben. Zur Kommunikation dienen ihnen verschiedene Rufe, sowie durch Sekrete von Drüsen am Kinn, an Brust und Kloake abgesondert Duftmarkierungen, die auch Information über Reviergrenzen, Alter und Empfängnisbereitschaft geben.
Weibchen werden im Alter von zwei Jahren geschlechtsreif, bekommen ihr erstes Jungtier normalerweise aber erst im Alter von drei Jahren. Die meisten Jungtiere werden im März, April oder Mai geboren, nur wenige in anderen Monaten. Pro Geburt kommt nur ein einzelnes Jungtier zur Welt. Stirbt dies kurz nach der Geburt kann das Weibchen ein weiteres gebären. Die Trächtigkeitsdauer liegt bei 15 bis 17 Tagen. Danach verbringt das Jungtier fünf bis sechs Monate im Beutel der Mutter. Nachdem es diesen verlassen hat trinkt es für weitere zwei bis fünf Monate Milch aus einer der Zitzen im Beutel. Nachdem es selbständig geworden ist, bleibt das Jungtier bis zu einem Alter von 18 bis 36 Monaten im Territorium der Mutter. Weibchen verlassen das mütterliche Revier in der Regel eher als die Männchen. Diese können 12 Jahre alt werden, Weibchen erreichen ein Alter von maximal 17 Jahren.
Beutegreifer, die dem Hundskusu nachstellen, sind vor allem der Rautenpython, der Riesenbeutelmarder und der Dingo. Der Hundskusu gilt als ungefährdet. Während der Buschbrände in Australien 2019/2020 wurde jedoch ein großer Teil des Lebensraumes des Hundskusus durch die Flammen zerstört, weshalb der Hundskusu wahrscheinlich in die Liste der vom Aussterben bedrohten Tierarten aufgenommen werden wird.

## Belege
1. 1 2 3 4 5  Kristofer Helgen & Stephen Jackson: Family Phalangeridae (Cuscuses, Brush-tailed Possums and Scaly-tailed Possum). In: Don E. Wilson, Russell A. Mittermeier: Handbook of the Mammals of the World – Volume 5. Monotremes and Marsupials. Lynx Editions, 2015, ISBN 978-84-96553-99-6, S. 484
2. ↑  Lindenmayer, D. B.; J. Dubach; et al. (2002). Geographic dimorphism in the mountain brushtail possum T. caninus: the case for a new species. Australian Journal of Zoology. 50 (4): 369–393. doi:10.1071/ZO01047
3. ↑  Der Spiegel: Australien - Waldbrand-Bilanz: Bis zu 80 Prozent des Lebensraums verbrannt - Der Spiegel – Wissenschaft. Abgerufen am 20. Juli 2020.